# أكي-كو (هيروشيما)
أكي-كو هي مدينة تقع في محافظة هيروشيما، اليابان. تبلغ مساحة هذه المدينة 94.01 (كم²)، ويبلغ عدد سكانها 76,858 نسمة حسب إحصاء سنة 2005 م.

## أعلام
- يوسوكي تشاجيما